# Baba Vanga
Vangeliya Pandeva Dimitrova (en macedònic Вангэлия Пандэва Димитрова; Strumica, 31 de gener de 1911 - Sofia, 11 d'agost de 1996), coneguda amb el nom de Baba Vanga (en búlgar: Баба Ванга, "Àvia Vanga"), va ser una mística, clarivident i herbolària búlgaro-macedònica cega que va passar la major part de la seva vida a l'àrea de Rupite de les muntanyes de Kozhuh de Bulgària. En el seu llibre, Zheni Kostadinova afirmava el 1997 que milions de persones creien que Baba Vanga posseïa habilitats paranormals.

## Biografia
Vanga va néixer el 1911 a Pando i Paraskeva (Surcheva) Surchevi a Strumica, llavors a l'Imperi Otomà, tot i que el 1912 la ciutat va ser cedida a Bulgària. Va néixer prematurament i amb complicacions de salut. D'acord amb la tradició local, no se li va posar nom fins que es va considerar que sobreviuria. Quan va cridar per primera vegada, la llevadora va sortir al carrer i va demanar un nom a un desconegut. L'estrany va proposar Andromaha (Andròmaca), però va ser rebutjat per ser "massa grec" en un període de sentiment antihel·lènic de la societat macedònia i búlgara. La proposta d'un altre estrany va ser un altre nom grec que van adaptar a la llengua búlgara: Vangelia (d'Evangelos).

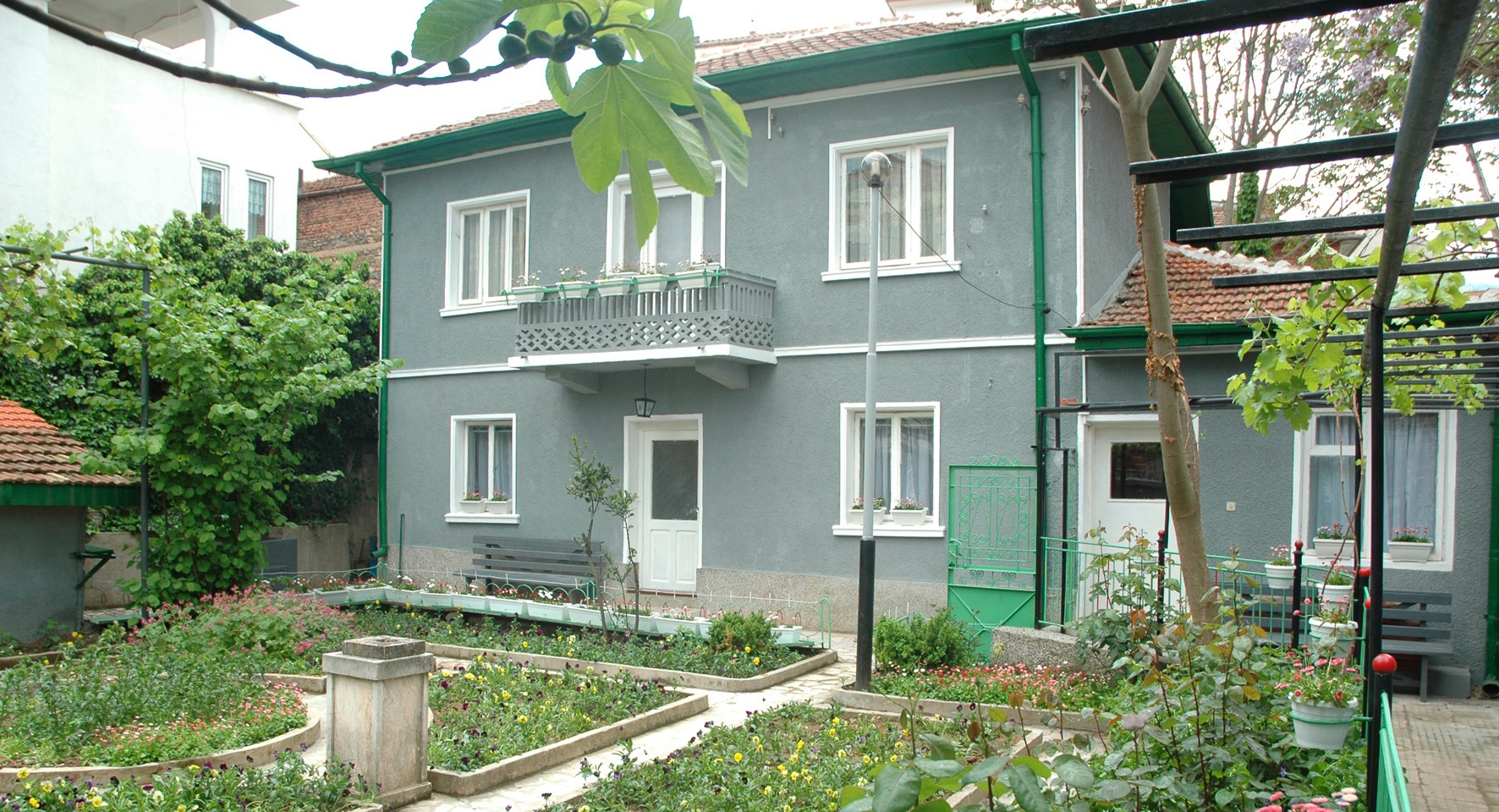
Casa de Baba Vanga a Petrich.

Durant la infantesa, Vangelia va ser una nena normal, amb els ulls marrons i els cabells rossos. El seu pare era un activista de l'Organització Interna Revolucionària de Macedònia, que va ser reclutat per l'exèrcit búlgar durant la Primera Guerra Mundial; la seva mare va morir poc després. Això va deixar Vanga dependent de la cura i la caritat dels veïns i amics propers de la família durant bona part de la seva joventut. Després de la guerra, Strumica va ser cedida al Regne de Serbis, Croats i Eslovens (és a dir, Iugoslàvia). Les autoritats iugoslaves van arrestar el seu pare a causa de la seva activitat probúlgara. Li van confiscar tots els béns i la família va caure en la pobresa durant molts anys. A Vanga la consideraven intel·ligent per a la seva edat. Les seves dots van començar a aparèixer quan jugava de petita a "curar": receptava algunes herbes als seus amics, que fingien estar malalts. El seu pare, vidu, es va tornar a casar i va proporcionar així una madrastra a la seva filla.
Segons el seu propi testimoni, un punt d'inflexió a la seva vida va ocórrer quan un "tornado" suposadament la va alçar enlaire i la va llançar a un camp proper. La van trobar després d'una llarga recerca. Els testimonis la van descriure com a molt espantada i els seus ulls coberts de sorra i pols, i no va poder obrir-los a causa del dolor. Només va tenir diners per a una operació parcial per curar les ferides que havia sofert. Aquesta experiència li va provocar una pèrdua gradual de la vista.
El 1925, van portar Vanga a una escola per a invidents de la ciutat de Zemun, al Regne de Serbis, Croats i Eslovens, on hi va passar tres anys. Allí li van ensenyar a llegir en braille, a tocar el piano i, també, a fer punt, cuinar i fer neteja. Després de la mort de la seva madrastra, va haver de tornar a casa per tenir cura dels seus germans petits. La seva família era molt pobra i havia de treballar molt.
El 1939 Vanga va contraure pleuresia. La diagnosi mèdica va ser que moriria aviat, però es va recuperar ràpidament.

Durant la Segona Guerra Mundial, Iugoslàvia fou envaïda i desmembrada per les potències de l'Eix i Strumica va ser annexionada per Bulgària. En aquella època, Vanga va començar a atraure creients gràcies a la seva presumpta capacitat de curació i vidència: diverses persones la van visitar, amb l'esperança de trobar respostes sobre si els seus parents eren vius o de saber el lloc on havien mort. El 8 d'abril de 1942 el rei búlgar Borís III la va visitar.

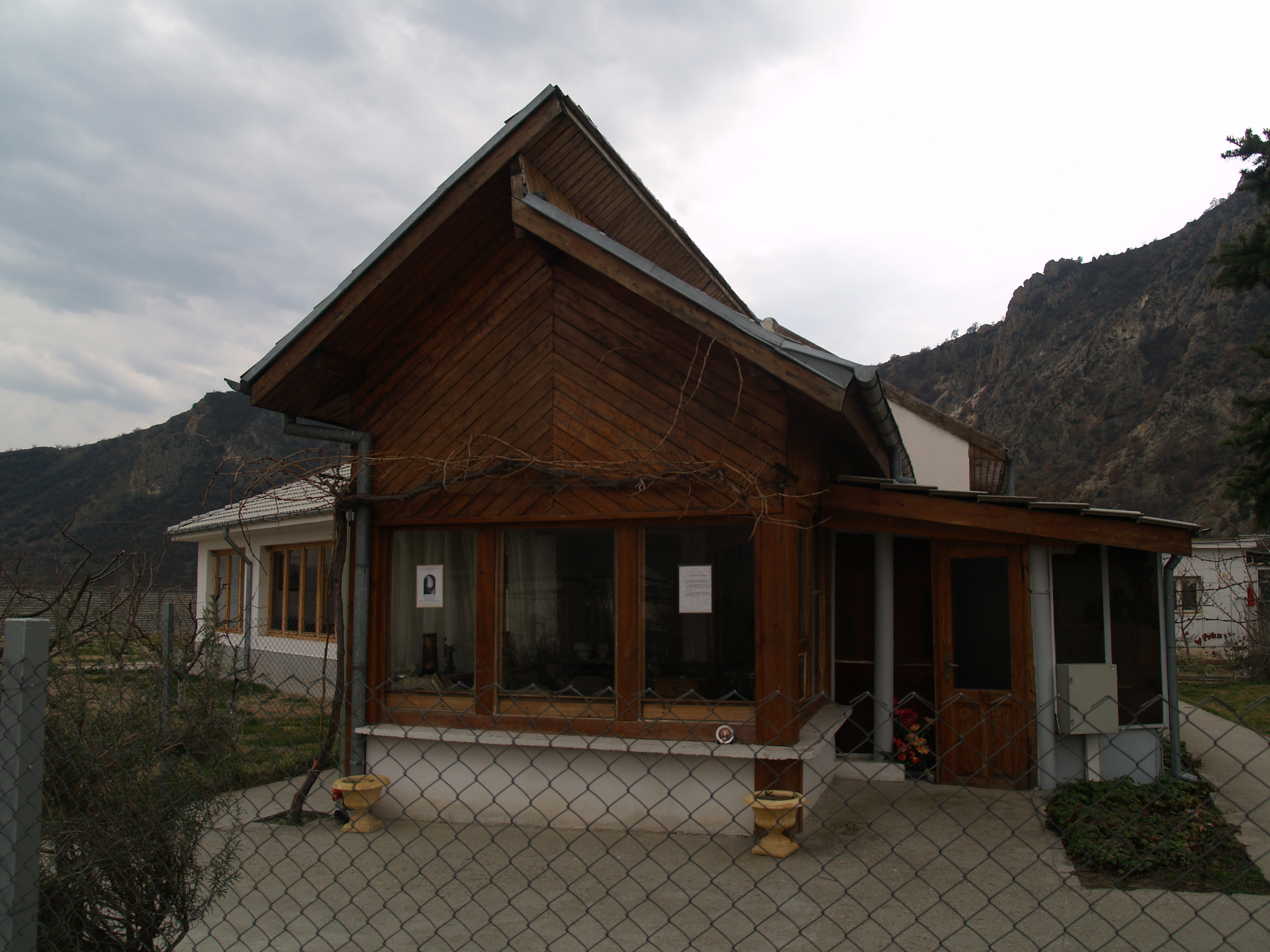
La darrera casa on va viure Vanga, a Rupite.

El 10 de maig de 1942, Vanga es va casar amb Dimitar Gushterov, un soldat búlgar del poble de Krandzhilitsa, prop de Petrich, que havia acudit a Vanga per a demanar-li qui havien estat els assassins del seu germà, tot i que ella li va fer prometre que no es venjaria. Poc abans del matrimoni, Dimitar i Vanga es van traslladar a Petrich, on ben aviat va començar a ser coneguda. Dimitar va ser llavors reclutat per l'exèrcit búlgar i va haver de passar algun temps al nord de Grècia, que havia estat annexionada a Bulgària en aquells moments. Gushterov es va posar malalt el 1947, va caure en l'alcoholisme i finalment va morir l'1 d'abril de 1962.
Baba Vanga va seguir rebent la visita de dignataris i gent del poble. Després de la Segona Guerra Mundial, polítics búlgars i líders de diferents repúbliques soviètiques, inclòs el primer ministre soviètic Leonid Brejnev, van buscar el seu consell; a la dècada de 1990, Bogdan Tomalevski va construir una església a Rupite amb els diners que deixava la gent que la visitava.
Vanga va morir l'11 d'agost de 1996 a causa d'un càncer de mama. El seu funeral va atreure una gran multitud. Complint l'últim testament de Vanga, la seva casa de Petrich es va convertir en un museu, que va obrir les portes als visitants el 5 de maig de 2008.

## Activitat i prediccions

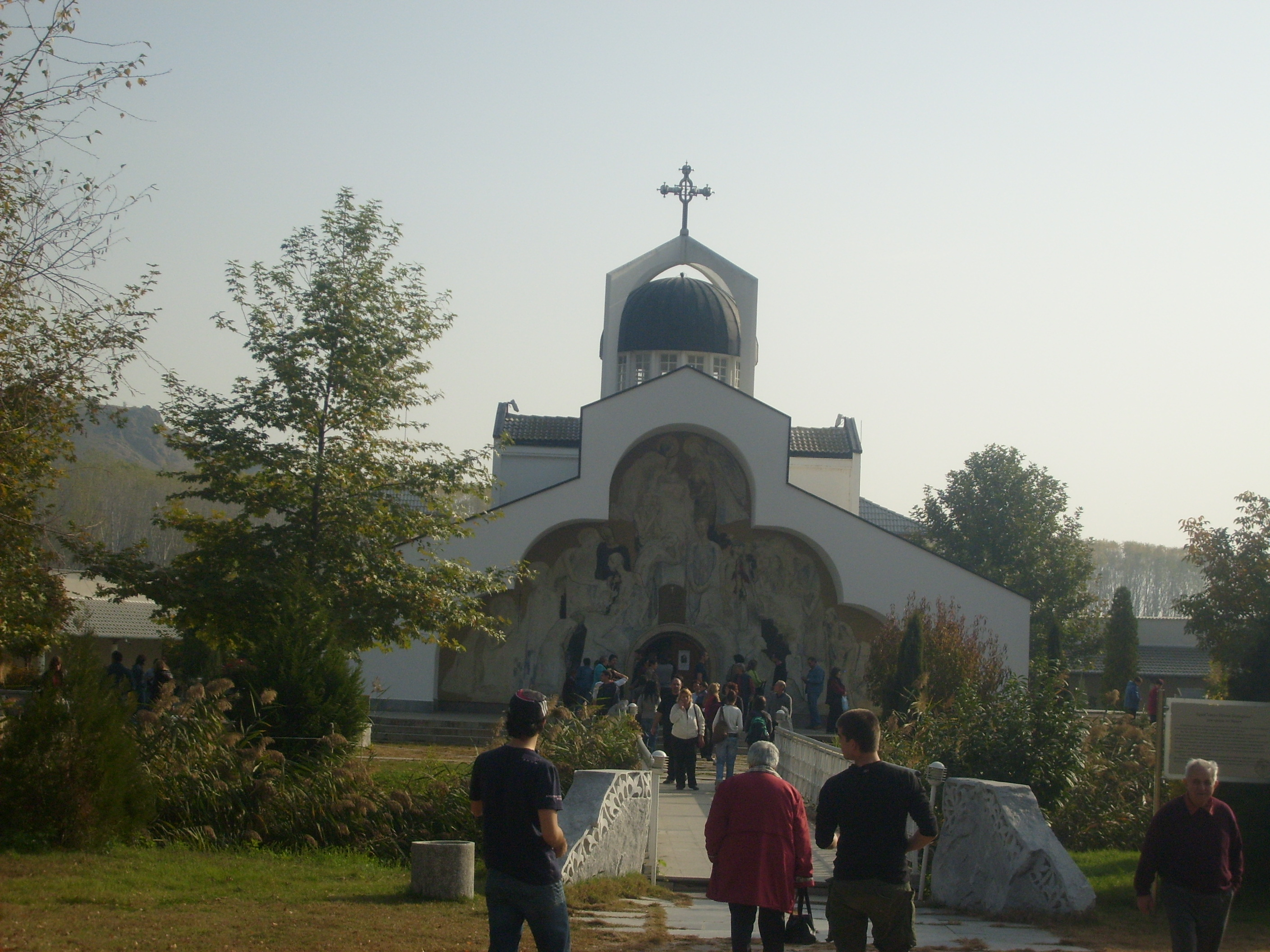
Sant Petka de Bulgària, església i tomba de Baba Vanga.

Vanga havia estat semialfabetitzada en búlgar; podia llegir una mica de braille en serbi, gràcies a la seva estada a Zemun. No va escriure cap llibre. Les persones que l'acompanyaven van ser les que prenien nota del que deia o es deia que havia dit. Més tard, es van escriure nombrosos llibres esotèrics sobre la vida i les prediccions de Vanga.
Fonts com The Weiser Field Guide to the Paranormal de Judith Joyce afirmen que va predir la fi de la Unió Soviètica, el desastre de Txernòbil, la data de la mort de Stalin, l'enfonsament del submarí rus Kursk, els atacs de l'11 de setembre, la victòria de Topàlov al torneig mundial d'escacs o les tensions amb Corea del Nord. D'altra banda, fonts búlgares informen que les persones que eren a prop seu afirmen que mai no va profetitzar sobre Kursk o la III Guerra Mundial i que molts dels mites sobre Vanga simplement no són certs. Baba Vanga no va fer moltes de les prediccions que ara se li atribueixen, ja que des que va morir la gent la relacionada sovint amb noves profecies falses. La manca d'un registre escrit de les seves profecies o prediccions, fa molt difícil de desmentir les que són falses.
El 1966, després del seu augment de popularitat i de l'aclaparadora quantitat de persones que volien veure-la, el govern búlgar va posar Vanga sota nòmina pública. Li van donar dues secretàries i un tribunal per entrevistar pacients potencials. A més, els Instituts de Suggestologia i Parapsicologia de Sofia i Petrich van estudiar les fenomenals habilitats psíquiques de Vanga.
A principis d'agost de 1976, l'actriu i cantant iugoslava Silvana Armenulić estava de gira a Bulgària i va decidir reunir-se amb Baba Vanga. Vanga només es va asseure i va mirar per una finestra d'esquena a Silvana, sense dirigir-li en cap moment la paraula. Finalment Vanga va parlar: "Res. No cal que pagueu. No vull parlar amb vosaltres. No ara. Aneu i torneu d'aquí a tres mesos". Mentre Silvana es dirigia cap a la porta per anar-se'n, Vanga li va dir: "Espera. De fet, no podràs venir. Vés... Si pots tornar d'aquí a tres mesos, fes-ho". Silvana s'ho va prendre com una confirmació de la seva mort i va sortir de la casa plorant. Armenulić va morir dos mesos després, el 10 d'octubre de 1976, en un accident de cotxe amb la seva germana Mirjana.
Vanga va predir incorrectament que la final del Mundial de Futbol del 1994 es jugaria entre "dos equips que comencen per B". Un dels finalistes va ser el Brasil, però Bulgària va ser eliminada per Itàlia a les semifinals. Segons The National, Vanga va predir que la III Guerra Mundial començaria el novembre del 2010 i duraria fins a l'octubre del 2014.
Els seguidors de Vanga creuen que va predir la data exacta de la seva pròpia mort, ja que va somiar que moriria l'11 d'agost i seria enterrada el 13. Poc abans havia dit que una nena cega de deu anys que vivia a França havia d'heretar el seu regal i que la gent aviat en sentiria a parlar.
Una altra predicció que se li atribueix és que el 44è president dels Estats Units (Barack Obama) seria l'últim comandant en cap del país. També s'ha afirmat que Vanga va predir correctament que el 44è president seria afroamericà. Els partidaris de Vanga també van afirmar que va predir que el 45è president tindria una "personalitat messiànica" i que s'enfrontaria a una crisi que finalment "farà caure el país".

## Estudis
El 2011 es va intentar resumir el coneixement existent sobre Vanga al documental Vanga: The Visible and Invisible World. La pel·lícula inclou entrevistes amb algunes de les persones que van conèixer Vanga en persona, incloent Sergei Medvédev (secretari de premsa del llavors President de Rússia Boris Ieltsin els anys 1995-1996, el qual la va visitar en nom de Ieltsin), Neshka Robeva (gimnasta rítmica i entrenadora búlgara), Sergei Mikhalkov (escriptor soviètic i rus, autor de l'himne de la Unió Soviètica), Nevena Tosheva (directora del primer documental sobre Vanga), Kirsan Iliumjínov (empresari calmuc i polític multimilionari). Segons el documental, Baba Vanga va predir la segona victòria electoral de Ieltsin el 1995, i el va advertir sobre la seva condició cardíaca.
Diversos investigadors han estudiat el fenomen de Vanga en un intent d'establir si ella tenia realment alguna capacitat extraordinària. Un dels primers estudis va ser iniciat pel govern búlgar i es descriu en la pel·lícula de 1977 Fenomen, dirigida per Nevena Tosheva. El psiquiatres búlgars Nicola Shipkovensky i Georgi Lozanov també van estudiar les capacitats de Vanga. Segons Jeffrey Mishlove, alguns dels estudis van concloure que al voltant del 80% de les prediccions de Vanga van ser precises.

## Baba Vanga a la cultura popular

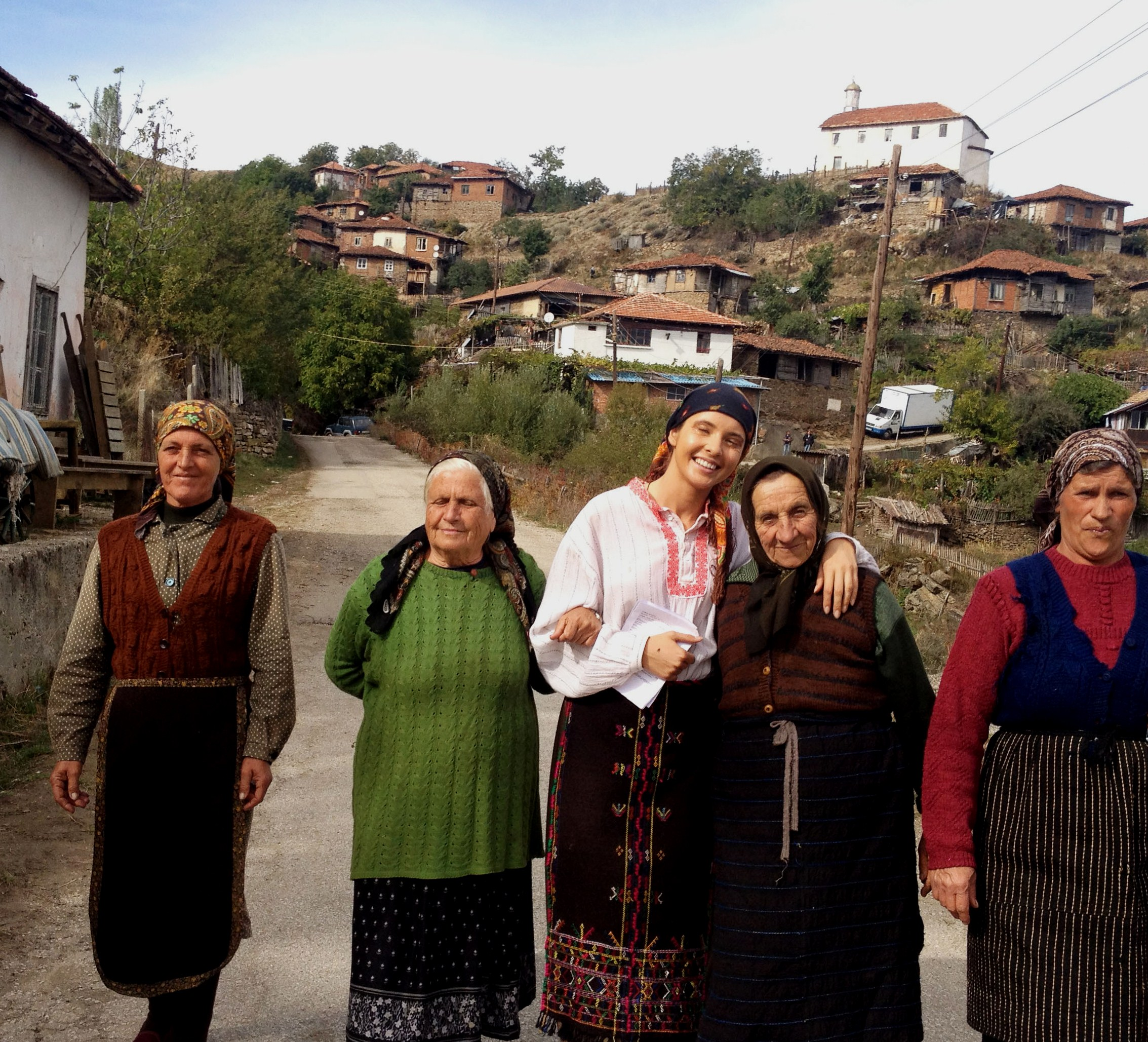
Natalija Nikolaeva, que interpretava a una jove Vanga a Vangelia fotografiada amb dones del poble de Yakovo, Bulgària, lloc de rodatge de la sèrie.

Vangelia, una sèrie de televisió biogràfica de 24 episodis amb elements de misticisme, va ser encarregada el 2013 per la cadena Piervy Kanal de Rússia.
La banda anglesa de heavy metal Paradise Lost va usar una foto d'ella per a la portada del seu sisè àlbum One Second.
La seva imatge és popular a Europa de l'Est, particularment en els Balcans i a Rússia. Les publicacions russes relacionades amb la misteriosa profetessa són nombroses. "La Gran Enciclopèdia de Vanga" és un projecte rus en línia, dedicat a ella.